# Kwietno
Kwietno – wieś w Polsce położona w województwie dolnośląskim, w powiecie średzkim, w gminie Malczyce.

## Podział administracyjny
W latach 1975–1998 miejscowość administracyjnie należała do województwa wrocławskiego.

## Etymologia nazwy
Nazwa topograficzna, określająca miejsce występowania kwiatów.
Historyczne nazwy miejscowości:
- 1355 – Blumrode
- 1770 – Blumerode
- 1946 – Kwietno

## Zabytki
Do wojewódzkiego rejestru zabytków wpisane są:
- kościół ewangelicki, obecnie rzymskokatolicki filialny pw. Chrystusa Króla, z 1891 r.
- zespół pałacowy, z czwartej ćwierci XIX w., znanej łódzkiej rodziny fabrykanckiej Scheiblerów (protoplasta: Karol Scheibler)[6]:
  - pałac z lat 1889–1892
  - budynek zarządcy
  - park
  - grobowiec
  - grota
  - sztuczna ruina